# Thang Âm
Thang Âm (chữ Hán giản thể: 汤阴县, âm Hán Việt: Thang Âm huyện) là một là một huyện thuộc địa cấp thị An Dương, tỉnh Hà Nam, Cộng hòa Nhân dân Trung Hoa. Huyện Thang Âm có diện tích 639 km², dân số năm 2002 là 450.000 người. Huyện lỵ đóng tại trấn Thành Quan. Mã số bưu chính của Thang Âm là 456150. Huyện Thang Âm được chia các đơn vị hành chính gồm 5 trấn và 5 hương.
- Trấn: Thành Quan, Nghi Câu, Thái Viên, Ngũ Lăng và Trách Cố.
- Hương: Hàn Trang, Bạch Dinh, Cố Hiền, Ngoã Cương và Phục Đạo